# Gymnasium Allee
Das Gymnasium Allee (eigene Schreibweise: Gymnasium ALLEE) ist ein neusprachliches Gymnasium in Hamburg-Altona-Nord. In der 1876 als Höhere Töchterschule gegründeten Schule werden seit 1972 Jungen und Mädchen gemeinsam unterrichtet. Im Schuljahr 2024/25 besuchten über 1200 Schüler das Gymnasium, die von 137 Lehrkräften unterrichtet wurden. Das Schulgebäude steht unter Denkmalschutz.

## Geschichte
Die Schule wurde 1876 im damals preußischen Altona/Elbe als Höhere Töchterschule gegründet und ist damit das zweitälteste Altonaer Gymnasium. Sie hat ihren Namen nach der Max-Brauer-Allee, die bis 1975 nur Allee hieß. 1905 zog das Oberlyzeum an der Allee in ein von 1903 bis 1905 nach Plänen von Emil Brandt errichtetes Gebäude ein, den heutigen Altbau. Seit 1909 wird die Reifeprüfung abgenommen. 1926 wurde das Schullandheim Sophienhöhe in Bad Harzburg gekauft.
Seit 1972 findet ein gemeinsamer Unterricht von Jungen und Mädchen statt. Von 1988 bis 1991 wurde der Altbau grundinstandgesetzt und das Dachgeschoss ausgebaut. 1993 verbesserte sich die Sportsituation durch die Mitnutzung der neuen Halle der Theodor-Haubach-Schule. 1998 musst das Schullandheim Sophienhöhe nach wirtschaftlichen Schwierigkeiten 1998 veräußert werden.
Im Jahr 1999 fand die Einweihung eines vierstöckigen Erweiterungsbaus (C-Gebäude) statt, mit Fach- und Klassenräumen, sowie Küche und Cafeteria. Ein Jahr später wurde eine Photovoltaikanlage (10 KWp) und eine Anlage zur Regenwassernutzung errichtet. 2003 wurde ein Bolzplatz eingerichtet, 2004 folgten zwei Kletterfelsen und 2006 eine Indoor-Kletterwand. 2006 wurde an Stelle eines im Krieg verlorenen Fensters ein Farbglasfenster (Lebensbaum) des Glasmalers Hans Gottfried von Stockhausen eingebaut.
2018 wurde an der Nordseite des C-Gebäudes ein weiterer Erweiterungsbau (D-Gebäude) fertiggestellt. Er verfügt über ein Foyer, eine Turnhalle und ist auf allen Stockwerken mit dem Nachbarbau verbunden.

## Auszeichnungen
Wegen seiner ökologischen Aktivitäten wurde das Gymnasium Allee mehrfach als Umweltschule in Europa ausgezeichnet. 2009 war die Schule Preisträger im Projekt Anstiften der Körber-Stiftung; im gleichen Jahr erhielt sie den Klimabär der Schulbehörde. Für die erfolgreiche Integrationsarbeit der Schule erhielt der damalige Schulleiter Ulrich Mumm 2011 den Hamburger Bürgerpreis der CDU Hamburg.

## Schulprofil

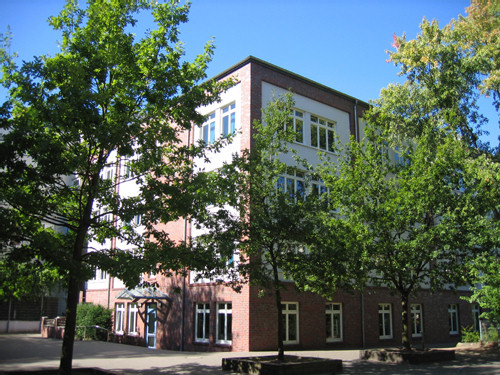
Der 1999 eingeweihte Erweiterungsbau

Im klassischen Sinne ist das Gymnasium Allee eine neusprachlich orientierte Schule. Besonderen Wert legt die Schule auf folgende Schwerpunkte:
- Sprachen: Die erste Fremdsprache in Klasse 5 ist Englisch. In Klasse 6 haben die Schüler die Wahlmöglichkeit zwischen drei Sprachen: Französisch, Latein und Spanisch. Diese 2. Fremdsprache wird bis Klasse 10 belegt. Schüler, die Latein gewählt haben, besitzen am Ende von Klasse 10 das Latinum. In Klasse 8 kann Spanisch als 3. Fremdsprache gewählt werden; ab Klasse 10 kann eine weitere Fremdsprache neu aufgenommen werden.

- Kultur: Das Fach Theater wird in Jahrgang 5, die Fächer Kunst und Musik werden durchgängig bis Klasse 7 unterrichtet, danach stellen sie Angebote im Wahlbereich dar. Im Schulleben spielen Ausstellungen, Aufführungen und Lesungen eine wichtige Rolle. Die Schule verfügt über eine eigene Galerie, in der regelmäßig Kunstausstellungen stattfinden.

- Stadtteil: Seit vielen Jahren kooperiert das Gymnasium Allee mit Institutionen im Stadtteil. Seit der Gründung (1991) ist die Schule aktiv am Altonaer Projekt Freundschaft macht Schule beteiligt, ebenso in der Kooperation Schule und Verein. Regelmäßig nimmt die Schule am Hamburger Architektursommer und am Tag des offenen Denkmals teil. Seit dem Schuljahr 2019/20 wird am Gymnasium Allee das Fach „Lernen durch Engagement“ als Pilotprojekt angeboten, wobei 8.- und zum Schuljahr 2022/23 auch zusätzlich 9.-Klässler sich engagiert im Stadtteil einbringen können. Zum Abschluss des Schuljahres können sie in Gruppen, gemeinsam mit einem selbst gefundenen Projektpartner, ein Gemeinnütziges Projekt umsetzen und dabei zuvor gelerntes anwenden.

## Bekannte Schüler
- Walter Stein (1904–1993), Astronom
- Karin Hardt (1910–1992), Schauspielerin
- Hiltgunt Zassenhaus (1916–2004), Der Engel von Fuhlsbüttel, Ärztin
- Julia Dingwort-Nusseck (1921–2025), Präsidentin der LZB Niedersachsen i. R.
- Marianne Tidick (1942–2021), deutsche Politikerin (SPD), Ministerin a. D.
- Peter Zamory (* 1952), deutscher Arzt und Politiker (Grüne), MdHB
- Britta Ernst (* 1961), deutsche Politikerin (SPD)
- Matthias Glasner (* 1965), Filmregisseur
- Ayşe Polat (* 1970), deutsch-türkische Regisseurin und Drehbuchautorin
- Aygül Özkan (* 1971), deutsche Politikerin (CDU), Ministerin a. D.
- Fatih Akın (* 1973), deutsch-türkischer Filmregisseur, Drehbuchautor, Schauspieler und Produzent
- Adam Bousdoukos (* 1974), deutscher Schauspieler griechischer Abstammung
- Zlatan Bajramović (* 1979), bosnischer Fußballspieler
- Ivan Klasnić (* 1980), kroatischer Fußballspieler
- Özlem Gezer (* 1981), Journalistin
- Richard Manualpillai (* 1987), deutscher Schauspieler
- Diren Dede (* 1996–2014), deutsch-türkischer Schüler